# پیتر مک‌پارلند
پیتر مک‌پارلند (انگلیسی: Peter McParland؛ زادهٔ ۲۵ آوریل ۱۹۳۴) یک بازیکن فوتبال است.